# Sottoprefettura di Miyake
La sottoprefettura di Miyake (三宅支庁?, Miyake-shichō) è una delle sottoprefetture di Tokyo, in Giappone.
Comprende parte delle Isole Izu con i seguenti comuni:
- Miyake (villaggio)
- Mikurajima (villaggio)